# أرييل مريديث
أرييل مريديث (بالإنجليزية: Ariel Meredith)‏ هي عارضة أمريكية، ولدت في 11 يوليو 1986 في شريفبورت في الولايات المتحدة.

## روابط خارجية
- أرييل مريديث على موقع دليل عارضات الأزياء (الإنجليزية)